# IG Medien – Druck und Papier, Publizistik und Kunst
Die Industriegewerkschaft Medien – Druck und Papier, Publizistik und Kunst (IG Medien) war eine Gewerkschaft des Deutschen Gewerkschaftsbunds (DGB) mit Sitz in Stuttgart.
Sie war auf dem Umwandlungskongress in Hamburg am 15. April 1989 durch Fusion der IG Druck und Papier und der Gewerkschaft Kunst entstanden. Bereits 1985 hatten diese beiden Gewerkschaften die IG Medien als Kartellgewerkschaft gebildet. Zuletzt hatte sie ca. 178.000 Mitglieder. 2001 ging die IG Medien in der Vereinten Dienstleistungsgewerkschaft (ver.di) auf. Die meisten ihrer Mitglieder sind hier im Fachbereich 8 Medien, Kunst und Industrie organisiert.
Die IG Medien gab als Nachfolgerin der Zeitschrift die feder die Zeitschrift Publizistik & Kunst heraus, die seit 1994 unter dem Titel M – Menschen Machen Medien erscheint. Seit 1996 erscheint sie neben der Printausgabe auch im Internet. 

## Vorsitzende der IG Medien
- 1989–1992: Erwin Ferlemann, zuvor Vorsitzender der IG Druck und Papier
- 1992–2001: Detlef Hensche